# Turf (película)
Turf es una película francesa de comedia de 2013, dirigida por Fabien Onteniente, que a su vez la escribió junto a Philippe Guillard, Alain Chabat, Emanuel Booz y Pierre Bénichou, musicalizada por Frédéric Botton y Jean-Yves d'Angelo, en la fotografía estuvo Jérôme Robert, los protagonistas son Alain Chabat, Edouard Baer y Philippe Duquesne, entre otros. El filme fue realizado por Pathé, TF1 Films Production y Chez Wam; se estrenó el 13 de febrero de 2013.

## Sinopsis
La historia de cuatro apostadores que van habitualmente al hipódromo Le Balto, en París. Ellos ya están cansados de perder lo poco que tienen y quieren abandonar las apuestas en el turf.